# Места одржавања Летњих олимпијских игара 2008.
За Љетње олимпијске игре 2008. године у Пекингу коришћено је укупно тридесет седам локација. Догађаји су се одвијали на једанаест постојећих локација, дванаест нових, изграђених за Олимпијске игре и осам привремених локација које су уклоњене након Игара. Поред тога, шест објеката ван Пекинга било је домаћин догађаја, од којих су два новоизграђена за Олимпијске игре.
Пекинг је добио своју кандидатуру за домаћина Олимпијских игара 2008. 13. јула 2001. године. Прва нова мјеста за почетак изградње били су Национални стадион у Пекингу, Пекиншки национални центар за водене спортове, Пекиншка стрељана и Велодром Лаошан, гдје су велики радови почели у децембру 2003. године. До маја 2007. године почела је изградња на свим мјестима одржавања игара у Пекингу.  Приближно 13 милијарди женминби - РМБ¥ (1,9 милијарди америчких долара) потрошено је на изградњу и реновирање објеката.
Неколико мјеста се налазило у Olympic Green (Олимпијском зеленом парку). Највеће мјесто играња у смислу сједишта био је Национални стадион у Пекингу, познат и као Птичје гнездо, који је у то вријеме имао капацитет од 91.000 гледалаца и био је мјесто церемоније отварања и затварања. Најмањи простор у смислу капацитета за сједење био је привремени Лаошан планински бициклистички терен, који је имао капацитет од 2.000.

## Спортски објекти

### Олимпијски парк у Пекингу
| Мјесто одржавања такмичења          | Sports                                           | Капацитет | Референце |
| ----------------------------------- | ------------------------------------------------ | --------- | --------- |
| Олимпијски зелени тениски центар    | Тенис                                            | 32,400    | [ 5 ]     |
| Олимпијско зелено стреличарско поље | Стреличарство                                    | 5,000     | [ 6 ]     |
| Олимпијски зелени конгресни центар  | Мачевање, Модерни петобој (мачевање, стрељаштво) | 5,695     | [ 7 ]     |
| Олимпијско зелено хокејашко поље    | Хокеј на трави                                   | 17,000    | [ 8 ]     |

### Универзитети и спортске дворане
| Мјесто одржавања такмичења                                      | Спортови                       | Капацитет | Референце |
| --------------------------------------------------------------- | ------------------------------ | --------- | --------- |
| Спортска дворана Универзитета науке и технологије у Пекингу     | Џудо, Теквондо                 | 8,024     | [ 9 ]     |
| Спортска дворана Технолошког универзитета у Пекингу             | Бадминтон, Ритмичка гимнастика | 7,500     | [ 10 ]    |
| Спортска дворана Кинеског пољопривредног универзитета у Пекингу | Рвање                          | 8,000     | [ 11 ]    |
| Спортска дворана Пекиншког универзитета                         | Стони тенис                    | 8,000     | [ 12 ]    |
| Спортска дворана (Беиханг Универзитет) у Пекингу                | Дизање тегова                  | 5,400     | [ 13 ]    |
| Спортска дворана Пекишког технолошког института                 | Одбојка                        | 5,000     | [ 14 ]    |

## Нове спортске локације
| Мјесто одржавања такмичења                                      | Спортови                                                         | Капацитет | Референце |
| --------------------------------------------------------------- | ---------------------------------------------------------------- | --------- | --------- |
| Национални центар за водене спортове у Пекингу                  | Пливање, Роњење и Синхроно пливање                               | 17,000    | [ 15 ]    |
| Национални стадион у Пекингу                                    | Гимнастика (умјетничка, трамполина), Рукомет (финале)            | 19,000    | [ 16 ]    |
| Национални стадион у Пекингу                                    | Атлетика, Фудбал (финале), церемонија отварања и затварања игара | 91,000    | [ 17 ]    |
| Спортска дворана Универзитета науке и технологије у Пекингу     | Џудо, Теквондо                                                   | 8,024     | [ 9 ]     |
| Стрелиште у Пекингу                                             | Стрељаштво (пиштољ, пушка)                                       | 9,000     | [ 18 ]    |
| Спортска дворана Технолошког универзитета у Пекингу             | Бадминтон, Гимнастика (ритмичка)                                 | 7,500     | [ 10 ]    |
| Спортска дворана Кинеског пољопривредног универзитета у Пекингу | Рвање                                                            | 8,000     | [ 11 ]    |
| Лаошан Велодром                                                 | Бициклизам (стаза)                                               | 6,000     | [ 19 ]    |
| Олимпијски зелени тениски центар                                | Тенис                                                            | 17,400    | [ 5 ]     |
| Спортска дворана Пекиншког универзитета                         | Стони тенис                                                      | 8,000     | [ 12 ]    |
| Олимпијски веслачки-кану парк Шуњи                              | Веслање, Кану и пливаре (маратон)                                | 37,000    | [ 20 ]    |
| Кадилак арена                                                   | Кошарка                                                          | 18,000    | [ 21 ]    |

## Постојећа мјеста такмичења
| Мјесто одржавања такмичења                              | Спортови                                 | Капацитет | Референце |
| ------------------------------------------------------- | ---------------------------------------- | --------- | --------- |
| Хала Пекиншког универзитета Аеронаутике и астронаутике  | Дизање тегова                            | 5,400     | [ 13 ]    |
| Спортска дворана Пекишког технолошког института         | Одбојка                                  | 5,000     | [ 14 ]    |
| Стрелиште у Пекингу, глинено поље за мете               | Стрељаштво (пушка)                       | 5,000     | [ 22 ]    |
| Затворени стадион главног града                         | Одбојка (финале)                         | 18,000    | [ 23 ]    |
| Фенгтаи терен за софтбол                                | Софтбол                                  | 13,000    | [ 24 ]    |
| Лаошан Велодром                                         | Бициклизам (брдски бициклизам)           | 2,000     | [ 25 ]    |
| Олимпијски спортски центар                              | Фудбал, Модерни петобој (јахање, трчање) | 36,228    | [ 26 ]    |
| Спортска дворана Олимпијског спортског центра у Пекингу | Рукомет                                  | 7,000     | [ 27 ]    |
| Радничка затворена арена                                | Бокс                                     | 13,000    | [ 28 ]    |
| Раднички стадиум у Пекингу                              | Фудбал                                   | 70,161    | [ 29 ]    |
| Ying Tung Natatorium                                    | Ватерполо, Модерни петобој (пливање)     | 4,852     | [ 30 ]    |

## Привремена мјеста такмичења
| Мјесто одржавања такмичења                    | Спортови                                     | Капацитет | Референце |
| --------------------------------------------- | -------------------------------------------- | --------- | --------- |
| Игралиште за одбојку на песку у парку Чаојанг | Одбојка (на пјеску)                          | 12,000    | [ 31 ]    |
| Стаза за BMX (Пекинг 2008.)                   | Бициклизам (BMX)                             | 4,000     | [ 32 ]    |
| Олимпијско зелено стреличарско поље           | Стреличарство                                | 5,000     | [ 6 ]     |
| Олимпијски зелени конгресни центар            | Мачевање, Модерни петобој (мачевање, пуцање) | 5,695     | [ 7 ]     |
| Олимпијско зелено хокејашко поље              | Хокеј на трави                               | 17,000    | [ 8 ]     |
| Триатлон арена                                | Триатлон                                     | 10,000    | [ 33 ]    |
| Градска бициклистичка стаза                   | Бициклизам (друмска трка)                    | n/a[n 1]  | [ 34 ]    |
| Кадилак арена                                 | Бејзбол                                      | 18,000    | [ 35 ]    |

## Мјеста такмичења ван Пекинга
| Venue                                            | Location    | Sports           | Capacity | Ref.   |
| ------------------------------------------------ | ----------- | ---------------- | -------- | ------ |
| Hong Kong Sports Institute                       | Хонг Конг   | Јахање           | 18,000   | [ 36 ] |
| Међународни једриличарски центар Ћиндао          | Ћингдао     | Спортско једрење | n/a[n 1] | [ 37 ] |
| Стадион Олимпијског спортског центра Ћинхуангдао | Ћинхуангдао | Фудбал           | 33,572   | [ 38 ] |
| Стадион Шангај                                   | Шангај      | Фудбал           | 80,000   | [ 39 ] |
| Стадион олимпијског спортског центра Шењанг      | Шенјанг     | Фудбал           | 60,000   | [ 40 ] |
| Олимпијски стадион Тјенцин                       | Тјенцин     | Фудбал           | 60,000   | [ 41 ] |

## Биљешке
^ ^ 1. Ни Стаза за урбани друмски бициклизам ни Међународни једриличарски центар Ћингдао нису имали сједишта за гледаоце, па стога у овој табели нису наведени њихови капацитети. Гледаоци догађаја који се одржавају на овим локацијама могли су да посматрају догађаје који се одржавају у њима са редовних пјешачких зона, као што су тротоари.